# La Laguna, Tonalá
La Laguna är en ort i Mexiko.   Den ligger i kommunen Tonalá och delstaten Chiapas, i den sydöstra delen av landet, 700 km sydost om huvudstaden Mexico City. La Laguna ligger 8 meter över havet och antalet invånare är 790.
Terrängen runt La Laguna är platt. Runt La Laguna är det ganska glesbefolkat, med 50 invånare per kvadratkilometer. Närmaste större samhälle är Tonalá, 11,0 km nordost om La Laguna. Omgivningarna runt La Laguna är en mosaik av jordbruksmark och naturlig växtlighet.